# Amina
Az Amina arab eredetű női név, jelentése: hűséges. Az Amin férfinév női párja (eredetileg أمينة – Amīna, magyarosan Amína).

## Gyakorisága
Az újszülötteknek adott nevek körében az 1990-es években szórványosan fordult elő. A 2000-es és a 2010-es években sem szerepelt a 100 leggyakrabban adott női név között.

## Névnapok
augusztus 31. november 27.

## Híres Aminák
„Amina” utónevű személyek szócikkeinek listája a Wikidata alapján